# 瑞木るう
瑞木 るう（みずき るう、1988年7月10日 - ）は、日本の元グラビアアイドルである。
青森県出身。オフィス夏知ュラルに所属していた。
ファンのことを「るう援団」と呼ぶ。趣味はカメラ。特技、日本舞踊。お酒座右の銘は「何があっても全力前進！」。
2016年3月1日のブログで、同月末をもって芸能界を引退することを発表した。

## 出演
- オリコンイメージガール
- avex周年ジュリア復活イベントリポーター
- 東京ゲームショウレポーター
- セガゲームショウ レポーター
- 任天堂 DSマリオブラザーズ WebCM
- オートバックス CM
- 読売新聞 CM
- 日本舞踊 舞台4講演
- connect house ファッションショー
- ボカレロチャンネルゲスト出演
- ミス東スポ2013 セミファイナリスト
- ボーカロイド女子育成計画ラジオ
- ニコニコ超会議 ニコニコ神社 巫女役
- ニコニコ超会議 海の家 巫女役
- ユニット「なないろファンタジー」リーダー
- 東京モーターショー KEIHINブース　東京ビッグサイト(2011年12月10日)
- 全日本モトクロス選手権　ビーストアイレースクイーン(2011年11月20日)
- コミックマーケットAQUAPAZZA / 久寿川ささら役(2011年12月29-30日)
- Dream Factory FUKUSHIMA"WiZ フェスタ&TeamORANGE キッズディ"　レースクイーン　エビスサーキット(2012年8月5日)
- 写真集「GO Ahead Live iDOL」
- CD「Re:すたーと」
- 「八王子みずき通りフェス」 Androidスマホの妖精「ドロイ子ちゃん(CPU:瑞木るう)」誕生(2012年4月22日)
- アイドルユニット「劇団ナチュラリズム」デビュー　ウタ娘スーパーライブ　新木場SUDIO COAST(2013年11月3日)
- 1stDVD「恋想い」発売記念イベント　秋葉原ソフマップアミューズメント館8F(2013年12月21日)
- MXTV「つんつべ♂」（2014年10月9日・23日、11月6日・20日、12月4日）
- レインボータウン「ななファンRadio」
- ニコニコ超会議2 ATLAS
- 流行学園.TV「ジョゼツと虎と魚たち」準レギュラー（-2014年5月9日）
- 美人スナップ
- フォトジェニックTV ゲスト出演
- 「杉村太蔵、大統領への道」杉村太蔵秘書官役(レギュラー)
- 撮影会etc
- 雪印コーヒー「オレたちのゆきこたんプロジェクト」ゆきこたん役
- 筑波大学「計算知能・マルチメディア研究室」のホームページ モデル
- ドロイ子ちゃんの妹 ドロイ花ちゃん(CPU:櫻井あかね)・ドロイ菜ちゃん(CPU:荒井優希)と共に「ドロイ子ちゃん＋ぷらす」お披露目(2014年2月11日)
- デイリーニュース テレメディア（2014年2月12日）
- RYUGAKU.fes vol.4（2014年2月21日）
- Amebaピグ インディーズアイドル お部屋No.1グランプリ　グランプリ受賞(2014年2月26日-2014年3月11日)
- ドロイ子ちゃん＋ぷらす　新曲リリース　赤坂GENKI劇場&六本木ラフォーレミュージアム(2014年3月30日)
- らぶはち Vol.15 17ページ
- ニコニコ生放送「歌う超自宅警備員　メンタル強化訓練〜命の匂い〜」ドロイ子ちゃん＋ぷらす出演(2014年4月11日)
- 「花と緑のまちづくり　八王子みずき通りフェス」ドロイ子ちゃん＋ぷらすLIVE(2014年4月19,20日)
- 下北FM出演　ドロイ子ちゃん＋ぷらす(2014年5月1日)
- ハレクモ－晴れたり曇ったり－　ドロイ子ちゃん＋ぷらす(2014年5月11日)
- 路上ライブ　川崎駅東口　ドロイ子ちゃん＋ぷらす(2014年5月31日)
- EX MAX!8月号　122-124ページ(2014年6月26日発売)
- スカパー！オンデマンド　「アイドルだらけの水泳大会2014」(2014年6月28日,7月20日O.A)
- LIVE　ANTENA出演　ドロイ子ちゃん＋ぷらす(2014年7月15日)
- コミックマーケット　「オレたちのゆきこたんプロジェクト」東京ビッグサイト(2014年8月17日)
- 第2回路上ライブ　川崎駅　ドロイ子ちゃん＋ぷらす(2014年8月24日)
- ムーパルTV出演　ドロイ子ちゃん＋ぷらす(2014年8月25日)
- 第37回「村内八王子本店 開店記念謝恩スペシャル大バーゲン！」イベント出演　ドロイ子ちゃん(2014年9月14日)
- EX MAX!11月号　122-124ページ(2014年9月26日発売)
- EX MAX! Special vol.79 46ページ(2014年10月14日発売)
- ケーブルテレビ局　J:COM八王子「恋する八王子彼女－ハチカノ－」(2014年10月14日〜O.A)
- 「ドロイ子ちゃん」LINEスタンプ　販売開始(2014年10月17日)
- 夕やけ小やけふれあいの里「ロートアイアンミュージアム」オープン記念MC出演　ドロイ子ちゃん(2014年10月26日)
- 流行学園.TV　「ドラゴンスープレックス」レギュラー(2015年1月9日-2016年3月25日)
- ユニット「ハジけろ！ジャパン　泡ドル」デビュー曲『モコモコワンダーランド』配信開始(2015年2月5日)
- ユニット「ハジけろ！ジャパン　泡ドル」　泡パーティLIVE　毎月第1土曜日 渋谷club asia(2015年3月7日-2015年10月3日)
- コンピレーションアルバム「JAPAN IDOL FILE 2」　ドロイ子ちゃん＋ぷらす『どろいどろんこん』収録(2015年3月10日発売)
- ニコニコ生放送「グラビアアイドルだらけの映画『宙女子』撮影現場にBBゴローが潜入！」出演(2015年3月15日)
- バブルラン出演　泡ドル(2015年4月11,12日)
- ニコニコ超会議2015　松竹寺　尼役　in幕張メッセ(2015年4月25日)
- アプリ「755」　瑞木るう/ドロイ子ちゃん　オフィシャルトークルーム設立(2015年5月24日)メインバーナー告知(2015年6月22-24日)
- 映画「ライアの祈り」出演(2015年6月公開)
- チバテレ 情報バラエティー番組「応援美女子」出演(2015年6月16,30日25:30〜26:00 O.A)
- 舞台「ドリームレスキュー・言うことナース！〜エピソードゼロなのですぅ〜」チーム夜露死古　撫死古役 新宿村LIVE(2015年7月8日-2015年7月12日)
- 「泡パーク」泡ドル出演　中野駅前(2015年7月25日)
- 「泡フェス in大阪」泡ドル出演　大阪万博公園(2015年8月22,23日)
- TBS「カクガリ君」出演(2015年9月21日)
- 第38回「村内八王子本店 開店記念謝恩スペシャル大バーゲン！」イベント出演　ドロイ子ちゃん(2015年9月23日)
- FMうらやす/83.6MHz　片倉彩と瑞木るうの「そこんとこ☆ヨロシコ‼」(2015年10月14日〜2016年3月23日　毎月第2・4水曜　22:00〜22:30)
- チバテレ 情報バラエティー番組「応援美女子」出演(2015年10月13日)
- LINEスタンプ「可愛い友達に贈る3人娘の日常。」販売開始(2015年11月18日)
- FMうらやす/83.6MHz　片倉彩と瑞木るうの「そこんとこ☆ヨロシコ‼」&「服部名々子のHeartful Music♪」合同公開録音&ミニLIVE(2016年1月20日)

### DVD
1. 恋想い （2013年11月27日　イーネット・フロンティア）